# Tony Hawks
Antony Gordon Hawksworth, cunoscut mai mult ca Tony Hawks, (n. 12 mai 1960, Brighton, Anglia, Regatul Unit) este un umorist, scriitor și actor britanic. A devenit cunoscut prin faptul că în 1997 a provocat 11 fotbaliști moldoveni la câte o partidă de tenis, câștigându-i, iar apoi în anul 2000 a publicat cartea ”Playing the Moldovans at Tennis” în care se relatează despre asta.

## Cărți
Tony Hawks a scris 5 cărți:
- Round Ireland with a Fridge: ISBN 0-09-186777-0
- Playing the Moldovans at Tennis: ISBN 0-09-187456-4
- One Hit Wonderland: ISBN 0-09-188210-9
- A Piano in the Pyrenees: ISBN 0-09-190267-3 [2]
- The Fridge Hiker's Guide to Life